# Conoderus scissus
Conoderus scissus là một loài bọ cánh cứng trong họ Elateridae. Loài này được Schaeffer miêu tả khoa học năm 1909.